# Boris Brunec
Boris Brunec, slovenski pisatelj, glasbenik, ljubiteljski slikar, zdravstveni manager, * 14. maj 1965, Murska Sobota, Slovenija.

## Življenje
Otroštvo je preživel pri starih starših v Dokležovju, saj sta starša, kot mnogi iz pokrajine ob Muri, le nekaj mesecev po njegovem rojstvu, odšla na delo v tujino. Življenje na kmetiji ni bilo lahko, saj niso živeli v  izobilju, zato se je že kot otrok navadil trdega dela. Osnovno šolo je obiskoval najprej v Dokležovju in kasneje v Veržeju, kjer so starši gradili hišo, nakar je odšel na šolanje v Ljubljano. Vpisal se je v Kadetsko šolo za miličnike. Tu je spoznal strogo disciplino in red, ki sta mu v življenju prišla še kako prav. Po končani srednji šoli se je naprej zaposlil na Upravi za notranje zadeve v Novi Gorici, pozneje pa v Murski Soboti. V tem času si je ustvaril tudi družino s katero so skromno živeli v najemniškem stanovanju. Kot pripadnik milice je bil vključen v osamosvojitveno vojno v Sloveniji. Po osmih letih dela v milici, pozneje policiji, ga je pot vodila na šolanje na Dunaj.
Z družino so tudi na Dunaju živeli dokaj skromno, saj je družina zaradi njegovega šolanja morala preživeti le z enim dohodkom. Po diplomi na Visoki zdravstveni šoli (nostrifikacija v Sloveniji z nazivom diplomirani zdravstvenik) se je zaposlil  na univerzitetni kliniki (Universitätsklinikum AKH) na Dunaju, na področju zdravstvene pedagogike in psihosomatike. Po nekaj letih bivanja, šolanja in dela na Dunaju si je družina ustvarila nov dom v Dokležovju, kamor se je 1998 tudi vrnila. Žena se je znova zaposlila v Avstriji, Boris pa je ustanovil podjetje, v katerem je nekaj časa opravljal svoje delo in hkrati študiral na Fakulteti za upravo v Ljubljani. Diplomiral je leta 2003. Še pred koncem študija pa se mu je ponudila priložnost vodenja javne zdravstvene institucije v Avstriji, ki jo je tudi sprejel in tako leta vodil različne javne in zasebne zavode ter s svojim delom in izobraževanjem pomembno prispeval k razvoju domske oskrbe na avstrijskem Štajerskem. Leta 2008 je opravil specializacijo Mag.(FH) in prejel avstrijsko licenco za vodenje in upravljanje v zdravstvenem managementu. V letih svojega delovanja v Avstriji je pridobil še nekaj drugih certifikatov.
V letih 2006 do 2014 je deloval tudi v lokalni politiki občine Beltinci. Bil je predsednik krajevne skupnosti Dokležovje ter član različnih odborov in komisij, s čimer je prispeval delež k razvoju svojega kraja in občine.
Ves prosti čas je poleg gradnje hiše posvetil glasbi, slikarstvu in pisanju. Zato so skozi leta nastajala zanimiva dela, tako na glasbenem kakor tudi na literarnem (dve pesniški zbirki in štirje romani) in slikarskem (olje na platnu, pastel) področju. Je soustanovitelj Foruma Petrovice na Češkem, katerega člani so literati iz Avstrije, Italije, Češke, Švice, Slovenije in drugih vzhodnoevropskih držav. Namen foruma je povezovanje in vzpostavitev literarnih mostov.
Skupaj z bratom Jožetom sta pred več kot 20 leti ustanovila glasbeno skupino, ki je pod imenom Duo Holliday delovala na različne načine in se povezovala tudi z drugimi glasbeniki. Boris je pozneje v Avstriji nastopal še samostojno.
V zadnjih letih, ko se je nekoliko distanciral od poklica, je začel znova pisati in slikati.

## Dela

### Romani
- Ljudje in ljubezen ob Muri. Murska Sobota: samozaložba, 1996.(COBISS)
- Pot med dvema rekama: ljubezenski roman. Brežice: Primus, 2020.(COBISS)
- Balkanska lepotica. Kupšinci: Zavod Droplja, 2022.(COBISS)
- Balkanska lepotica [Elektronski vir](COBISS)
- Balkanska lepotica-Vrnitev, Kupšinci: Zavod Droplja, 2024
- Balkanska lepotica-Vrnitev 2025 Elektronski vir( COBISS)
- Angeli se vračajo, Kupšinci: Zavod Droplja, 2025
- Ljudje in ljubezen ob Muri, Kupšinci,  Volosov hram, 2025

### Pesniška zbirka
- Mura, vir življenja. Murska Sobota: samozaložba, 1997(COBISS)
- Pesmi mojega časa, Zavod za umetnostno kulturo, Volosov hram, 2024

### Slikarske razstave
- Likovni salon Kočevje, 1992, uvodna beseda Andrej Pavlovec.
- Knjižnica Logatec , 1992, uvodna beseda Andrej Pavlovec.
- Ljubljana, 1992, uvodna beseda Andrej Pavlovec.
- Kaiser Franz Joseph Spital, Dunaj, 1994
- Grajska dvorana, Murska Sobota, 1996.
- Vaški dom Dokležovje, 1996.
- Osnovna šola Veržej, 1997.
- SPWH St Peter am Ottersbach, 2010.
- Dom oskrbovancev Hermengild, Tieschen, 2012.

### Glasbena dela
- Stara reka, besedilo, glasba in izvedba, pop verzija, 2008
- Stara reka, besedilo, glasba in izvedba, narodno zabavna verzija, 2008.
- Amore Romantika, besedilo, 2011, izvajalec Jože Kovač-Uri.
- Mamin rojstni dan, besedilo, 2012, izvajalec Duo Holliday.
- Spomin na šolsko ljubezen, besedilo in izvedba, 2012
- Poročne želje, besedilo in izvedba, 2012.
- Božična noč, besedilo in izvedba, 2012.
- Verži mi smo šampioni, besedilo,2015, izvajalec Duo Holliday.
- Himna NK Ižakovci, besedilo, 2017, izvajalec Duo Holliday.
- Babica, besedilo: Boris Brunec, glasba: Jože Kovač-Uri, aranžma: Boris Vučkič izvajalec, Mary 2015
- Amore  Romantika, besedilo, 2016, Izvajalec Anja Pustak Lajovic,  Jože Kovač-Uri.

## Nagrade
- priznanje občine Beltinci za prispevek h kulturnemu in umetniškemu delu, 1999
- Der Ptakodrak (Vogeldrache) Literturprteis, Petrovice na Češkem 1996, pod pokroviteljstvom Schwarzmüller Verlag Wien.